# إسحاق نوريس (سياسي)
إسحاق نوريس (بالإنجليزية: Isaac Norris)‏ هو سياسي أمريكي، ولد في 21 يوليو 1671، وتوفي في 4 يونيو 1735.